# Hemicyclops adhaerens
Hemicyclops adhaerens är en kräftdjursart som först beskrevs av L. W. Williams 1907.  Hemicyclops adhaerens ingår i släktet Hemicyclops och familjen Clausidiidae. Inga underarter finns listade i Catalogue of Life.